# 全熱交換機
全熱交換機(energy recovery ventilation,ERV)是住宅和商業空調系統中的能量復原過程，經由處理（預處理）進入的室外通風空氣，交換建築物或空調空間排出的空氣中包含的能量，所使用的特定設備可稱為全熱交換機, 「全熱」一詞出自熱焓(enthalpy)的日文漢字譯詞。
在較溫暖的季節，全熱交換機系統進行預冷和除濕；在較冷的季節，系統會加濕和預熱。ERV系統可幫助空調系統設計滿足通風和能源標準（例如美國採暖、製冷與空調工程師學會，簡稱ASHRAE。可改善室內空氣品質並降低空調系統設備的總容量，從而降低耗能。）
基本上在所有條件下，全熱交換機系統使空調系統能夠保持40-50%的室內相對濕度，必須使用鼓風機的動力來克服系統中的壓力下降，因此會產生輕微的能源需求。

## 重要性
全球近一半的能源用於建築  ，有一半的加熱與冷卻成本是由通風引起。第二，發電和電網是為了滿足用電高峰的需求，使用適當的全熱交換機是一種具成本效益、可持續且快速的方法，能降低全球能源消耗、改善室內空氣品質並保護建築物和環境。

## 轉移方式
全熱交換機是一種空氣對空氣的熱交換器，可傳遞顯熱(sensible heat)和潛熱(latent heat)。由於溫度和濕度都會轉移，因此全熱交換機被描述為總焓(enthalpic)裝置。相比之下，熱回收通風機 (heat recovery ventilation,HRV)只能傳遞顯熱。換句話說，所有全熱交換機都是熱回收通風機，但並非所有熱回收通風機都是全熱交換機，將熱回收通風機和全熱交換機互換是不正確的
。
在夏季運行時，全熱交換機系統對進入的外部空氣進行冷卻和除濕，排氣流冷卻冷凝器盤管使通風空氣降溫，系統將熱量送入排氣流中。在冬季時則反向運作，系統不將熱量送入排氣流中，而是從排氣流中吸取熱量以預熱進入的通風空氣。在這個階段，空氣通過一個主要單元，然後進入被調節的空間。這類型的系統在夏季的排出空氣比通風空氣溫度低是正常的，在冬季則比通風空氣溫度高，如此系統才有效果並且有效率地運作。性能係數（coefficient of performance,COP）將隨著條件變得更加極端（冷卻更多的熱和濕氣，加熱更低的溫度）

## 效能
ERV效能是透過計算兩個氣流之間傳輸的能量與通過熱交換器傳輸的總能量的比值。
市場上相關商品琳瑯滿目，效能也大相逕庭。其中一些系統的熱交換效率可以高達70-80%，而某些系統的熱交換效率則甚至只有50%。儘管這個這樣的數據已經比基本的HVAC系統更優秀，但它效率之低，實在不能與其他同類型系統相提並論。目前正在進行研究嘗試將熱能傳遞效率提高到90%。
使用現代「低成本、燃氣型態」的熱交換技術將效率大大提高。高導電性多孔材料的使用被認為可以產生超過90%的交換效率。通過超過90%的高效率，可能有多達五個能源損失的因素可以被改善。家庭通風研究所 （HVI） 已為美國境內製造的所有設備開發了相對應的標準檢測，但當然，很難涵蓋所有產品。最重要的是必須比較製造商提供的數據跟 HVI 檢測的數據差異。(附帶說明：加拿大的產品則是由R-2000標準來規範，跟HVI類似)

## 全熱交換機裝置類型
| 全熱交換機裝置   | 傳遞型態     |
| ---------------- | ------------ |
| 焓輪熱交換機     | 全熱及顯熱   |
| 固定板式熱交換機 | 全熱**及顯熱 |
| 熱管熱交換機     | 顯熱         |
| 循環迴路         | 顯熱         |
| 熱虹吸           | 顯熱         |
| 雙塔             | 顯熱         |

**全熱交換僅適用於吸濕裝置和冷凝水回收裝置

## 焓輪
旋轉輪換熱器是一個旋轉圓柱體，充滿適合空氣滲透的材料。通常是由聚合物、鋁或合成纖維構成，提供合理透氣所需的大表面積。(焓是熱量的測量標準。當焓輪在氣流供應端和排氣端間旋轉時，它會吸收熱能並釋放到較冷的氣流中。熱交換背後的驅動力是氣流之間的溫度差異(熱梯度)。
我們必須通過乾燥劑的使用來完成熱的傳遞與交換。乾燥劑通過吸附的方式來傳遞水分，而吸附的力量主要是由相對氣流中蒸汽的部分壓力差所提供。典型的乾燥劑由二氧化矽凝膠和分子篩組成。
焓輪是轉移潛藏和外顯熱能的最佳設備。轉子的構成材料（最常見的聚合物、鋁或玻璃纖維）決定了設備的耐久性。
使用旋轉式能量復原裝置時，兩個氣流必須相鄰以利進行能量傳輸。此外，在較冷的氣候下應該要考慮增加一些花費在防寒抗凍上，以避免轉子結冰。系統可以通過間歇調節轉子的速度、預熱空氣或週期性停止/晃動系統來避免結冰。

## 板式熱交換機
固定板式熱交換機沒有活動零件，由分隔和密封的交替層板所組成，典型的流動是橫流式，且由於大多數板是實心及不可滲透，其結果是只能進行顯熱傳遞。
透過顯熱或全熱交換芯體來調節進入的新鮮空氣，在這情形下，芯體是由鋁或塑膠板製成，濕度水準是透過水蒸氣傳遞來調節，並結合裝有乾燥劑或可滲透板的轉輪來完成。
2006年，由Paul即一家專門負責被動式房屋通風系統的公司，推出焓板，一種用透濕材料製成的錯流、逆流、空氣對空氣熱交換機。此外，聚合物固定板逆流全熱交換機，則是在1998年，由建築性能設備公司(building performance equipment (BPE))推出，該公司是住宅、商業和工業空氣對空氣全熱交換機製造商。這些熱交換機不僅可引入改進為提高節能及新鮮空氣，也可作為新建築的替代品。在新建築情形，全熱交換機將有效降低系統所需的加熱/冷卻能力，至於節能總量的百分比將取決於裝置的效率（高達90%顯熱）和建築物的緯度。
而由於固定板式熱交換機需使用多個部分，通常與高壓降及占地面積較大有關聯。又由於無法提供大量的潜能傳遞，這些系統在較冷的氣候條件下也有很高的機會結霜。
此外，芬蘭回收能源公司(Recycling Energy Int. Corp.)的專利技術，是以蓄熱式板式熱交換機為基礎，利用空氣濕度透過循環冷凝和蒸發(例如潛熱)，使得不僅有高年熱效率，且為自淨化方式無微生物板。因此，該裝置稱為熱焓交換機(enthalpy recovery ventilator)，而不是全熱交換機(heat or energy recovery ventilator)。公司所獲得專利的LatentHeatPump，就是以熱焓交換機為基礎，其性能係數(COP)在夏季為33，冬季為15。

## 外部連結
- Delta's PM2.5 Energy Recovery Ventilator (ERV) （页面存档备份，存于）
- http://www.engineeringtoolbox.com/heat-recovery-efficiency-d_201.html （页面存档备份，存于）
- Designing Dedicated Outdoor Air Systems （页面存档备份，存于）, Stanley A. Mumma
- http://www.lowkwh.com （页面存档备份，存于） - energy recovery methods and publications
- http://www.UltimateAir.com （页面存档备份，存于）
- Energy and Heat Recovery Ventilators (ERV/HRV)
- Heat Recovery Ventilation TANGRA  （页面存档备份，存于）